# Ladang Rimba (Bakongan Timur)
Ladang Rimba is een bestuurslaag in het regentschap Aceh Selatan van de provincie Atjeh, Indonesië. Ladang Rimba telt 376 inwoners (volkstelling 2010).